# 津根村
津根村（つねむら）は、愛媛県宇摩郡にあった村。現在の四国中央市土居町津根にあたる。

## 地理
- 海洋 ： 燧灘

## 歴史
- 1889年（明治22年）12月15日 - 町村制の施行により、近世以来の津根村が単独で自治体を形成。
- 1940年（昭和15年）2月11日 - 野田村と合併して長津村が発足。同日津根村廃止。

## 交通

### 鉄道路線
村域を鉄道省の予讃本線（現・予讃線）が通過したが、駅は所在しなかった。現在は赤星駅が所在。

### 道路
現在は旧村域を松山自動車道が通過するが、当時は未開通。